# Z matką w sercu
Z matką w sercu – polski film dokumentalny z 1999 w reżyserii Aliny Czerniakowskiej.
Film opowiada o losach rodziny Stelmachowskich z warszawskiego Żoliborza. Historię życia swojej rodziny opowiada Aleksandra Wysocka, córka przedwojennego oficera sztabowego, który w 1939 opuścił dom, by już do niego nigdy nie powrócić. Wysocka przeżyła okupacje niemiecką i Rosji Radzieckiej wraz z matką i starszą siostrą. Kobiety najpierw uciekły z Warszawy na kresy, chroniąc się jednak przed Rosjanami, powróciły do stolicy. Dom Stelmachowskich stał się azylem dla ukrywających się Polaków, Żydów i Anglików. W obrazie została ukazana miłość i wdzięczność córki, która po latach kupiła mieszkanie w sąsiednim domu, by móc być blisko dawnego rodzinnego gniazda u zbiegu ulic Promyka i Gomółki.